# Норвегія на літніх Олімпійських іграх 2020
Норвегію на літніх Олімпійських іграх 2020 представляли вісімдесят п'ять спортсменів у тринадцятьох видах спорту.

## Спортсмени
| Вид спорту                      | Чоловіки | Жінки | Загалом |
| ------------------------------- | -------- | ----- | ------- |
| Легка атлетика                  | 8        | 5     | 13      |
| Веслування на байдарках і каное | 1        | 0     | 1       |
| Велоспорт                       | 5        | 3     | 8       |
| Кінний спорт                    | 1        | 0     | 1       |
| Гольф                           | 2        | 0     | 2       |
| Гімнастика                      | 1        | 1     | 2       |
| Гандбол                         | 14       | 14    | 28      |
| Академічне веслування           | 6        | 0     | 6       |
| Вітрильний спорт                | 4        | 4     | 8       |
| Стрільба                        | 3        | 2     | 5       |
| Плавання                        | 3        | 1     | 4       |
| Тхеквондо                       | 1        | 0     | 1       |
| Тріатлон                        | 3        | 1     | 4       |
| Волейбол                        | 2        | 0     | 2       |
| Загалом                         | 54       | 31    | 85      |